# .50-90 Sharps
.50-90 Sharps (12,7×63R) — патрон гражданского назначения, представленный фирмой Sharps Rifle Manufacturing Company в 1872 году. Изначально проектировался для охоты на крупную дичь (бизона), снаряжался черным порохом. Подобно многим другим боеприпасам под черный порох сочетал достоинства тяжелой литой пули и мощного порохового заряда, что давало результат в виде значительной начальной энергии. На 1874 год считался самым мощным патроном в линейке боеприпасов Sharps Rifle Manufacturing Company.

## Спецификация

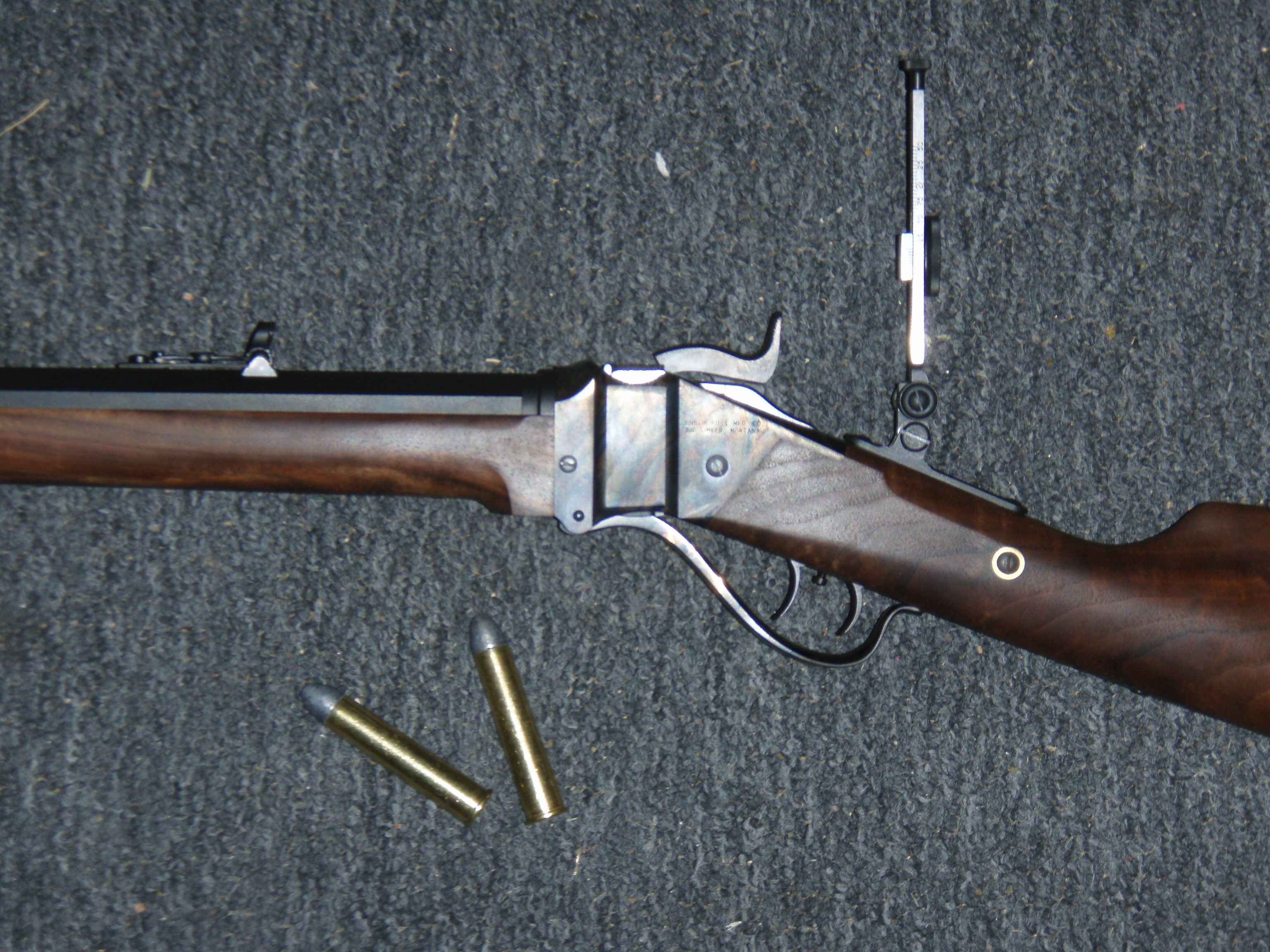
винтовка Shiloh Sharps вместе с .50-90 Sharps cartridges

Имеет длину гильзы 64 мм и пулю весом от 21.7 до 45 грамм (335—700 гран). Диаметр пули 13 мм (0.512 дюйма). По габаритным размерам подобен патронам .50-100 Sharps, .50-110 Sharps и вследствие этого они могут быть использованы в любом оружии под патрон .50-90 Sharps. Изначально дульная энергия заряда из черного пороха составляла 2,210-2,691 Джоулей. При использовании бездымного пороха дульная энергия может достичь 3,472-4,053 Джоулей.
В настоящее время считается устаревшим и не производится.